# Zagvozd (opčina)
Občina Zagvozd se nachází v Chorvatsku ve Splitsko-dalmatské župě v jižní části Imotské krajiny.
Občinu Zagvozd tvoří kromě obce Zagvozdu i sídla Biokovsko Selo, Krstatice, Rastovac, Rašćane Gornje, Župa a Župa Srednja (celkem 71 obývaných osad).

## Poloha
Občina Zagvozd se nachází v hornaté části Dalmatského Záhoří za pohořím Biokovo a sousedí s občinou Šestanovac na západě, s občinami Lovreć, Podbablje a Runovići na severu, městem Vrgorcem na východě a občinami Podgora, Tučepi a Baška Voda a městem Makarska na jihu.
43 % rozlohy občiny Zagvozd se rozprostírá na území Přírodního parku Biokovo. 81 % rozlohy občiny tvoří lesy, ve kterých převládají buky, jedle, habrovce a borovice černé.

## Podnebí
V občině Zagvozd převládá submediteránské a kontinentání podnebí. Na severní straně pohoří Biokovo padá první sníh už začátkem listopadu, někdy i dříve, a jeho zbytky se mnohdy mohou vidět až do konce května. Pro Zagvozd jsou charakteristická dlouhá, horká a suchá léta a ostré a studené zimy. Oblast Zagvozdu nezřídka postihují velká sucha a mráz. Často zde fouká vítr zvaný bóra.

## Obyvatelstvo
V roce 2011 zde žilo 1188 obyvatel v 464 domácnostech (0,3 % z celkového počtu obyvatel Splitsko-dalmatské župy), což je pokles oproti roku 2001, kdy zde žilo 1642 obyvatel.
Průměrný věk obyvatel občiny Zagvozd byl v roce 2011 46,3 let, zatímco v roce 2001 to bylo 44,6 let. V roce 2011 zde žilo 86 dětí do šesti let, v roce 2001 to bylo 101 dětí. V roce 2011 dosahovala nezaměstnanost 21,68 %.

## Osady a počet jejich obyvatel v roce 2015
Zagvozd: Svaguše 23, Pićolci 3, Šušići 9, Stapići 10, Tomičići 84, Kurtovići 25, Mlikote 54, Gaće 35, Gornji Buljubašići 5, Prodani 14, Pruže 4, Gornji Čaglji 56, Drlje 15, Pirići 4, Brzice 3, Donji Buljubašići 20, Bunje 92, Katušići - Brnasi 18, Bartulovići 30, Mucići 15, Milići 4, Radići 5, Sudišće 3, Alagići 6, Mušure 37, Rako 28, Butiga (centrum Zagvozdu) 189
Rastovac: Stanići 20, Vranjići 15, Maslići 15, Dedići 55, Varkaši 24, Lončari 19, Serdarevići 30, Gavran 8, Dujmović 10, Šute 12, Žugo 2
Biokovsko selo: Lovrinčevići 5, Bikići 5, Babani-Pilj 1, Gornje Bakote 3, Zec-Kruševac 6, Donje Bakote 17, Šućuri 2, Vranješ-Zec Peškirić 2, Gući 8
Župa Srednja: Šarići 1, Brnići 8
Rašćani Gornji: Lendići 14, Gornji Selaci 7, Donji Selaci 3, Ercezi 1, Ulica Roglić-Karlušić 1
Krstatice: Gornji Gudelji 17, Donji Gudelji 4, Gornja Zečevina 2, Donja Zečevina 6, Sredina Sela 37, Lišnjići 9, Gornji Vuletići 7, Donji Ivanovići 1, Donji Kraj-Pavičić 7, Donji Kraj-Budalići 4, Donji Kraj-Pribisalići 2, Donji Kraj-Zec-Orlović 6
Župa: Turija 9, Garmazi 7, Takalo 11, Roglići 6, Luetići 9